# Gospodinci
Gospodinci (bułg. Господинци) – wieś w Bułgarii, w obwodzie Błagojewgrad, w gminie Goce Dełczew. Według danych szacunkowych Ujednoliconego Systemu Ewidencji Ludności oraz Usług Administracyjnych dla Ludności, 15 czerwca 2020 roku miejscowość liczyła 503 mieszkańców.

## Historia
Nad wioską znajduje się starożytna i średniowieczna Twierdza Gradiszte, strzegąca przełęczy Momina klisura. Według statystyk Wasiła Kynczowa do 1900 roku we wsi żyłó 270 Bułgarów-muzułmanów, a domów było 45.